# Vice versa (Band)
Vice Versa ist eine aus Wien stammende Glam-Rockband. Gemanagt wird sie von Boxweltmeister Wladimir Klitschko.

## Geschichte
Vice Versa wurde im Jahr 2006 gegründet. Während in den ersten beiden Jahren ihre Fanbase im Internet und auf Myspace gewachsen ist, haben sie hauptsächlich kleinere Konzerte in Österreich gespielt. 2008 wurden sie von Wladimir Klitschko entdeckt, der sie unter Vertrag bei KMG genommen hat.
Der Sound von Vice Versa erinnert an Gruppen wie Fall Out Boy, Paramore, Jimmy Eat World, Panic! at the Disco und Jonas Brothers. Obwohl alle vier Mitglieder mindestens dreisprachig aufgewachsen sind, sind ihre Songs ausschließlich auf Englisch.
Am 17. Oktober 2008 gewannen Vice Versa ihren ersten Award bei den Nickelodeon Kids’ Choice Awards in der Newcomer-Kategorie Best Hidden Talent.

## Mitglieder
- Gesang: Alfred Lee (* 23. August 1986)
- Gitarre: Patrick Salmi (* 20. Januar 1988)
- Bass: Constantin Satek (* 7. Februar 1988)
- Schlagzeug: Axel Brauneder (* 11. November 1987)

## Diskografie
Singles
- 2008: Are You Ready or Not

Alben
- 2009: Happily Never After

## Auszeichnungen
- Nick Kids’ Choice Awards
  - 2008 Hidden Talent